# Robert Hass
Pour les articles homonymes, voir Hass.
Robert Hass est un poète américain né le 1er mars 1941 à San Francisco, en Californie.

## Biographie
Robert Hass grandit en Californie où il subit l'influence des poètes de la Beat generation. Il entreprend des études à l'université Stanford d'où il sort docteur en philosophie. Il entame alors une carrière d'enseignant en parallèle à ses activités littéraires. Son œuvre poètique est récompensée par d'importants prix littéraires nationaux et internationaux. Il a traduit en anglais plusieurs ouvrages de l'écrivain polonais Czesław Miłosz, prix Nobel de littérature en 1980.

## Prix et récompenses
- 1973 : Yale Series of Younger Poets Competition pour Field Guide
- 1980 : William Carlos Williams Award (en) pour Praise
- 1984 : National Book Critics Circle Award, section critique, pour Twentieth Century Pleasures: Prose on Poetry.
- 1996 : National Book Critics Circle Award, section poésie, pour Sun Under Wood.
- 2007 : National Book Award de poésie pour Time and Materials.
- 2008 : prix Pulitzer de poésie pour Time and Materials.
- 2009 : prix Manhae, section littérature.